# Vassa Kontouma
Vassa Kontouma ou Vassa Kontouma-Conticello, née à Boulogne en 1967, est historienne des religions et byzantiniste. Après une thèse de doctorat sur Jean Damascène, soutenue à l'Université de Paris-4 Sorbonne en 1996, elle a poursuivi des recherches sur cet auteur, mais aussi sur plusieurs autres théologiens d'époque byzantine et post-byzantine. Elle travaille également sur les réseaux savants dans l'aire ottomane, les échanges interconfessionnels à l'âge moderne, la République des Lettres considérée sous son angle oriental, la vie religieuse et intellectuelle en Crète vénitienne.

## Biographie
Elle naît à Boulogne en 1967 de parents grecs. Elle voyage dans de nombreux pays européens et extra-européens avant de revenir en France en 1984. Kontouma poursuit ensuite des études de philosophie et de langues orientales, et soutient une thèse sur Jean Damascène sous la direction de Pierre Magnard, publiant par la suite de nombreux travaux sur cet auteur. Elle enseigne à l'École pratique des hautes études depuis 1998, et y devient maîtresse de conférences en 2000. Après une habilitation à diriger des recherches (HDR), obtenue en 2016, elle devient directrice d'études à l'EPHE en 2017. Elle est doyenne de la section des sciences religieuses de l'EPHE depuis 2019,. 
Vassa Kontouma est membre de nombreux comités éditoriaux, notamment celui de la Revue des études byzantines et des Ostkirchliche Studien. Ella été responsable de l'Annuaire de l'EPHE-Sciences religieuses de 2002 à 2019, et Directrice de la collection Bibliothèque des hautes études, Sciences religieuses (Brepols) en 2018-2019. 
Elle est présidente à l'association de l'Institut français d'études byzantines (IFEB),,.
Elle a dirigé ou co-dirigé plusieurs projets scientifiques internationaux, en particulier La théologie byzantine et sa tradition (13e-19e siècles) (1993-2005); "République des Lettres et chrétiens orientaux" (2019-2022). En collaboration avec l'École française d’Athènes, Xavier Bisaro et Flora Kritikou, elle a lancé un projet de recherche sur "Le chant ecclésiastique en Crète vénitienne" (2018-2022)
Elle a co-organisé trois expositions grand public: Orients. Jérusalem – Constantinople. Du document à la recherche, Paris, ICP, 2005; 1821-1921. Frontières, populations, territoires, à travers les cartes de l’Institut français d’études byzantines, Paris, Maison de la Grèce, 2021; La Grèce révélée. Cartographies d’un État moderne aux siècle des indépendances, Marseille, Notre-Dame-de-laGarde, 2022
Elle intervient dans les médias, ainsi sur France Culture, ou France 2.

## Publications

### Monographies
- (en) Vassa Kontouma, John of Damascus: New Studies on His Life and Works, Londres, Routledge, 2015, 288 p. (ISBN 978-1409446378)

### Volumes collectifs
•Aurélien Girard, Bernard Heyberger et Vassa Contoumas-Conticello, Livres et confessions chrétiennes orientales: une histoire connectée entre l'Empire ottoman, le monde slave et l'Occident, XVIe-XVIIIe siècles, Turnhout, Brepols, coll. « Bibliothèque de l'École des hautes études », 2023, 481 p. (ISBN 978-2-503-60440-4)
• Marcello Garzaniti, Vassa Kontouma, Vasilios N. Makrides (eds), Cristiani orientali e Repubblica delle Lettere (XVI-XVIII sec.) / Chrétiens orientaux et République des Lettres (16e-18e s.) / Östliche Christen und die Gelehrtenrepublik (16.-18. Jh.), Florence, Firenze University Press, 2024 (DOI: 10.36253/979-12-215-0646-4). (lire en ligne )

### Articles
- Job Getcha (Co-auteur) et Vassa Kontouma-Conticello (Co-autrice), « Deux lettres de Martin Jugie à Serge Boulgakov », Revue des études byzantines, no 67,‎ 2009, p. 183-196 (lire en ligne  [PDF])
- Vassa Kontouma, « Baptême et communion des jeunes enfants : la Lettre de Jean d’Antioche à Théodore d’Éphèse (998/999) », Revue des études byzantines, no 69,‎ 2011, p. 185-204 (lire en ligne  [PDF])
- André Binggeli (Co-auteur), Matthieu Cassin (Co-auteur) et Vassa Kontouma (Co-autrice), « Inventaire des manuscrits de l’Institut français d’études byzantines », Revue des études byzantines, no 72,‎ 2014, p. 5-128 (lire en ligne  [PDF])